# Paradise (película de 1991)
Paradise o Un lugar llamado Paraíso es una película de 1991 escrita y dirigida por Mary Agnes Donoghue. La música original está compuesta por David Newman. Protagonizada por Melanie Griffith, Don Johnson, Elijah Wood y Thora Birch. 
Se trata de un remake de la película francesa Le Grand Chemin, de Jean-Loup Hubert. 

## Sinopsis
Willard Young (Elijah Wood) es un niño de 10 años de edad, quien es enviado por su madre, Rosemary Young (Eve Gordon), a pasar el verano con su mejor amiga Lily Reed, (Melanie Griffith) que vive en el delta del de un pueblo llamado "Paraíso". Lily y su marido Ben (Don Johnson), han estado viviendo con un vacío emocional sin mencionar nada desde la muerte de su hijo de tres años de edad. Willard se hace amigo de una niña de la localidad llamada Billie Pike (Thora Birch) de 9 años de edad, quien le enseña a sentirse cómodo consigo mismo y a vivir increíbles aventuras. Cuando Willard descubre sus propias emociones, ahora puede ayudar a Lily y Ben a conectarse entre ellos nuevamente y superar el dolor. La película termina con Willard subiéndose a un autobús, ya que su madre vino a buscarlo.

## Protagonistas
- Elijah Wood - Willard Young
- Melanie Griffith - Lily Reed
- Don Johnson - Ben Reed
- Thora Birch - Billie Pike
- Sheila McCarthy - Sally Pike
- Eve Gordon - Rosemary Young
- Greg Travis - Earl McCoy
- Louise Latham - Catalina Reston Lee